# 土壌汚染

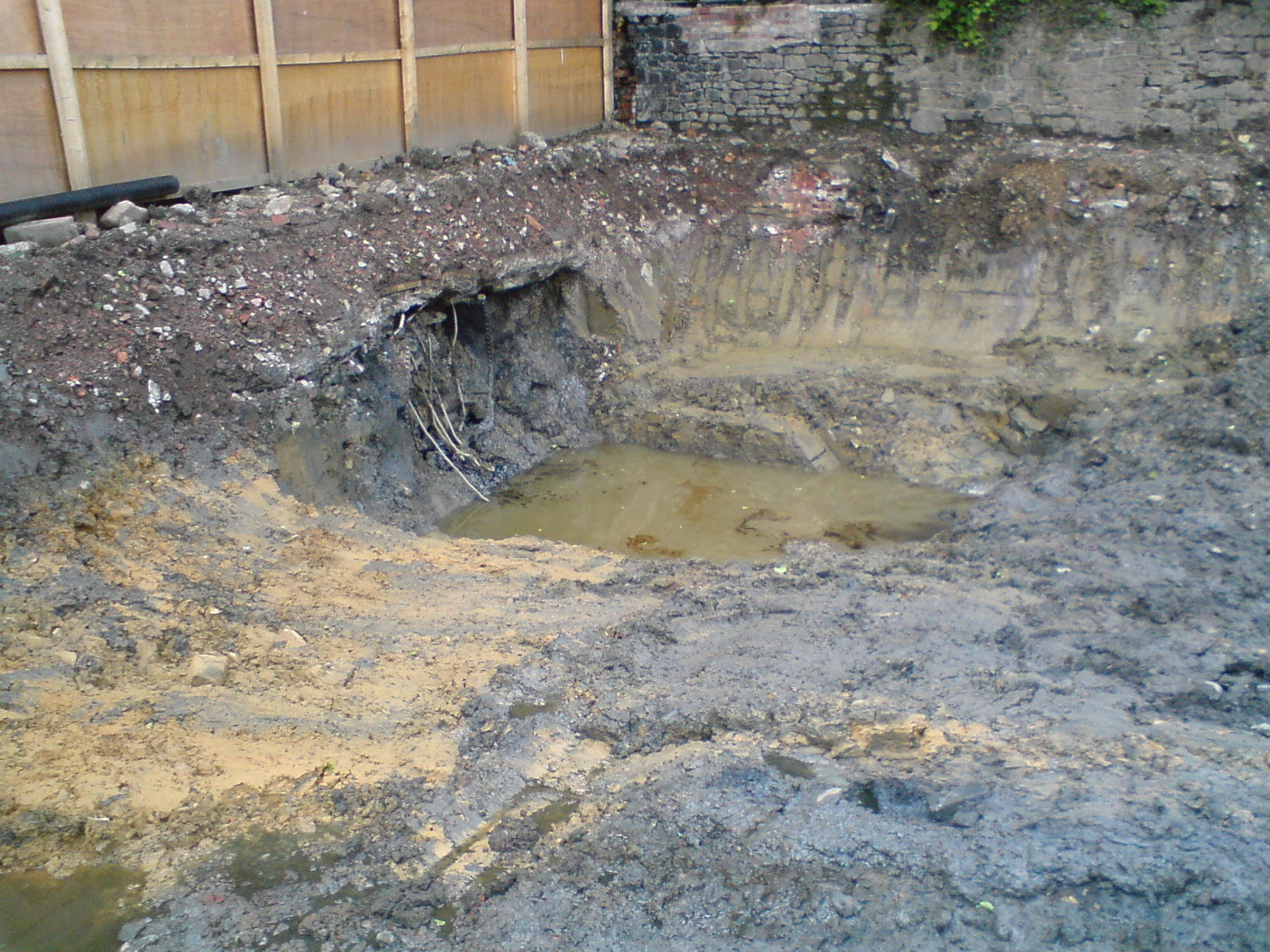
タールの地下タンクにより引き起こされた土壌汚染

土壌汚染（どじょうおせん、Soil pollution）とは、土壌中に重金属、有機溶剤、農薬、油などの物質が、自然環境や人の健康・生活に影響がある程度に含まれている状態をいう。典型七公害の一つ。土壌へ混入した 原因は、人為・自然を問わない。

## 土壌汚染の捉え方
一般に土壌とは、「陸地の表面を覆っている生物活動の影響を受けた物質層」と考えられている。一方、土壌汚染という用語で使用している土壌とは、1)「土地や地盤を構成する物質」または2)「土地」を指している。前者の1を対象としてこの用語が使われ始めた発端は、農用地の耕作土の汚染問題であった。このため土壌そのものの汚染現象を指していた。現在は農用地以外の土地の汚染も問題として表面化し、この現象に対しても本用語が拡大適用されるようになり、土地を構成する物質全般（地盤ともいう）に対する汚染現象を指すようになった。さらに不動産の取引に伴い、土地そのものとしての資源的価値についての評価が行われるようになり、土壌という物質ではなく、後者の2の土地としての意味を持つようになってきた。
- 周辺の自然や人へ影響がない程度、例えば農用地畑等への農薬散布による農薬が含有している状態については、土壌汚染とは言わない。また人が資源として利用する鉱山などの有用物質を含む状態（鉱物資源など）は、それが有害物質であったとしても、汚染とは言わない場合がある。
- 一般には土壌の環境基準値を超過する状態の事と考えられがちだが、環境基準は「人の健康の保護および生活環境の保全のための目標」であること、対象物質が限られていることから、一面を捉えているのみであることに注意が必要である。
- より広義に捉え「土壌の環境機能を侵害または阻害している状態」とする考え方もある。
- 鉱山などの有害物質等を含む天然資源において、人が利用した後の排水・廃棄物を原因として、二次的に重金属等の有害物質が、一般環境中に拡散してしまう場合がある。このように汚染とはいわない場合がある。天然資源を人が手を加えて利用した後に有害物質が拡散した際に、これらが自然環境や人の生活へ影響がある程度に土壌中に含まれた場合、この現象は土壌汚染と考えられる。一方、生産を目的とし人為的に一般環境中に拡散させたのである事から、自然や生活に影響が無くとも、汚染であるとする考え方もある。
- 廃棄物最終処分場に存在するものに対して土壌汚染と言う事はしない。これは第一に土壌は廃棄物ではないこと。第二に廃棄物の最終処分場に入れることのできる対象物は廃棄物だけであるため、廃棄物ではない土壌を入れることはできないこと。また第三に最終処分場は一般環境から物理的に隔離されており、一般環境の現象を言う土壌汚染とは言えないこと。以上の3点をあげることができる。

## 土壌汚染発生の特殊性
大気汚染や水質汚濁と異なる土壌汚染独自の特徴がある。
この項目は、地下水汚染の記述と重複する。
1. 公害を体感しにくいこと
  - 土壌汚染は、体感しにくい公害である。有害物質であるにもかかわらず、それが地下に浸透することにより、目視・においを体感しにくくなり、有害性を感じにくくなってしまう。有害物質を地下に浸透させるという行為は、体感できないがゆえ、公害を発生させているという認識が甘くなり、結果として公害の防止対策として低く扱われてしまう。各種法令等の公害防止施策が制定される以前は、屋外ヤードに野積みによる漏出や、行政指導による工場敷地内への廃水の地下浸透など、土壌に有害物質が染みこみやすい状況にあった。
2. 長期にわたり滞留・蓄積する（拡散が非常に遅い）こと
  - 土壌に浸透した有害物質は、吸着などの現象により、土壌のみの汚染は地域的に限定されやすい。また地下水に汚染が拡散したとしても、地下水自体の流速が極端に遅いことも、滞留・蓄積性の高い汚染現象といわれる所以である。
3. 地盤の環境機能は公共財的性格が強いが、土地は所有者の私的財産であること
  - 地盤の持っている環境機能は、大気や陸水と同様、ほぼ公共財として機能している。ところが地盤そのものは土地として私有財産となっており、この環境機能も土地の構成要素として含まれている。土壌汚染の対策では、憲法で保障された私有財産に様々な制限を加えることが考えられ、この点について、まだ定まった考え方がない。同様の議論は昭和40年頃から続く地下水についての「私水論'/公水論」の歴史があるが、地盤の環境機能として土壌や地層を含む地盤環境全体の考察はほとんどない。
4. 汚染原因者負担の法則（汚染者負担原則）の厳格な適用が困難であること
  - 蓄積性の高い汚染であるため汚染発生時期を捉えにくいこと、物質の有害性の認識が後になって変わること、の2点により、汚染の発生時期や汚染原因者を厳密に特定することが困難である。

土壌汚染の発生は、その時代の社会的状況に強く依存する。まず第一に物質の化学的知見の不足から来る影響評価が未熟なこと、次に公害としての社会的認識不足、以上の2点である。
1. 物質の化学的知見の不足
  - 取り扱っている物質が、後の化学的知見の発展により、有害ではない物質から、有害である物質と判明することがある。例えば、現在有害と考えられているテトラクロロエチレン（略称にPCEと表示されることが多い）はドライクリーニングの洗浄剤として広く使われていた。当時、洗浄力の高さ・非引火性などの特徴から「夢の溶剤」として、使用が奨励されていた。また有害ではないと考えられていたため、その廃液を地下浸透や大気拡散させていた。このような物質は、他にも「クロム鉱滓」があり、これは地盤強化剤として江東区（東京都）などの沖積低地の地域（軟弱地盤）に埋め立てられ、現在まで続く広域の六価クロム汚染を発生させている。
2. 汚染を体感しにくいがゆえの公害としての社会的認識不足
  - 有害物質の使用者にとって、土壌への地下浸透は目の前から無くなってしまうため、公害としての認識が低くなってしまう。なお日本の水質汚濁防止法では無過失責任主義が規定されており、地下浸透した場合、故意・過失に関係なく、法的な責任を有する。
  - 使用地域周辺においても、異常性を認識しにくいため、ごく近傍に有害物質があったとしても、公害としての認識が低くなってしまう。
  - 体感しにくい対象を未然に防止するためには、認識を高めることが最も重要である。このためには基礎教育が重要であるにもかかわらず、理科教育の中で扱われることは少なく、また理科離れの社会現象も、問題を顕在化させにくくしている。

## 土壌中の重金属類の分布
土壌汚染を評価するにあたり、そのバックグラウンド値である自然環境下における重金属類の表層土壌中での垂直濃度分布の把握が重要である。これは土壌の種類（土壌区分）により重金属類の垂直方向の濃度分布が大きく異なることによる。
このような土壌中の自然状態での濃度分布データは、日本国内において、統一された基準によって整備はされていなかった。このため環境省では2005年と2006年に、全国の表層土壌中の重金属類の分布調査を社団法人土壌環境センターに委託し、その成果の取りまとめを行っている。この調査対象は表層のいわゆる土壌のみであり、地層の重金属類は一部（全国で10箇所程度）であることと、埋め立て地の土についても一部に限られていることに留意が必要である。
「日本の地球化学図（産業技術総合研究所）」という文献もあるが、この研究の調査対象は、地質時代の河川堆積物であり、加えて一部に現河床の底質を含むことから、土壌の自然環境下におけるバックグラウンド値として扱うには、若干問題があった。

## 汚染発見の経緯

### 農用地の汚染発見の経緯
米にカドミウムが一定量含まれている場合が農用地の汚染発見の契機となる。

### 工場等（市街地）の汚染発見の経緯
近年、有害物質を扱っていた都市部の工場が、産業構造の転換により住宅地などへ転用されつつある。工場跡地の売却等の際に調査を行う際に土壌汚染が発見される事が多い。地下水への汚染や汚染土壌の粉塵の拡散を通じて、地域住民の健康に懸念が生じるなど社会問題となっている場合もある。製錬所等の金属工場において、鉛・ヒ素などの有害重金属が検出されることが多い。また、古くから銅吹所などが存在した地域では、土壌汚染が顕在化することが多い。
日本では昭和45年（1970年）、廃棄物の処理及び清掃に関する法律が成立した以降は、廃棄物の処理に要する経費や手間を避けるために行う不法投棄により発生することが多くなった。
最近では、軽油密造に伴う硫酸ピッチの不法投棄によって発生した土壌汚染が深刻化している。

## 経済的リスクとしての近年の傾向

### 工場等（市街地）における土地資源（不動産）
都市部に存在する大工場の敷地跡は、まとまった面積が確保できることから都市再開発の中核になる場合が多く、対象の土地に土壌汚染があったとしても、その対策費用を再開発費の内部費として計上しても充分に計画が成り立つことが多い。その一方、都市部であっても中小・零細企業が集積する場所では、総開発費と再開発効果に対して、土壌汚染回復のための高額な対策費用により、不動産の再開発や取引が思うように進まず汚染が放置されるなどのブラウンフィールドとなり、社会問題化している。ブラウンフィールドの様な都市経済・都市環境のリスクが顕在化していることから、都市部の汚染された土地土壌の汚染の浄化・処理業は今後の成長が見込まれ、新しいビジネス分野として脚光を浴びている。しかしながら、もともと開発に対する費用対効果が低い土地が放置されてしまうことが多いことから、対策費用を低下させる工法（例えばバイオレメディエーションの活用など）の開発が期待されている。

## 放射能土壌汚染

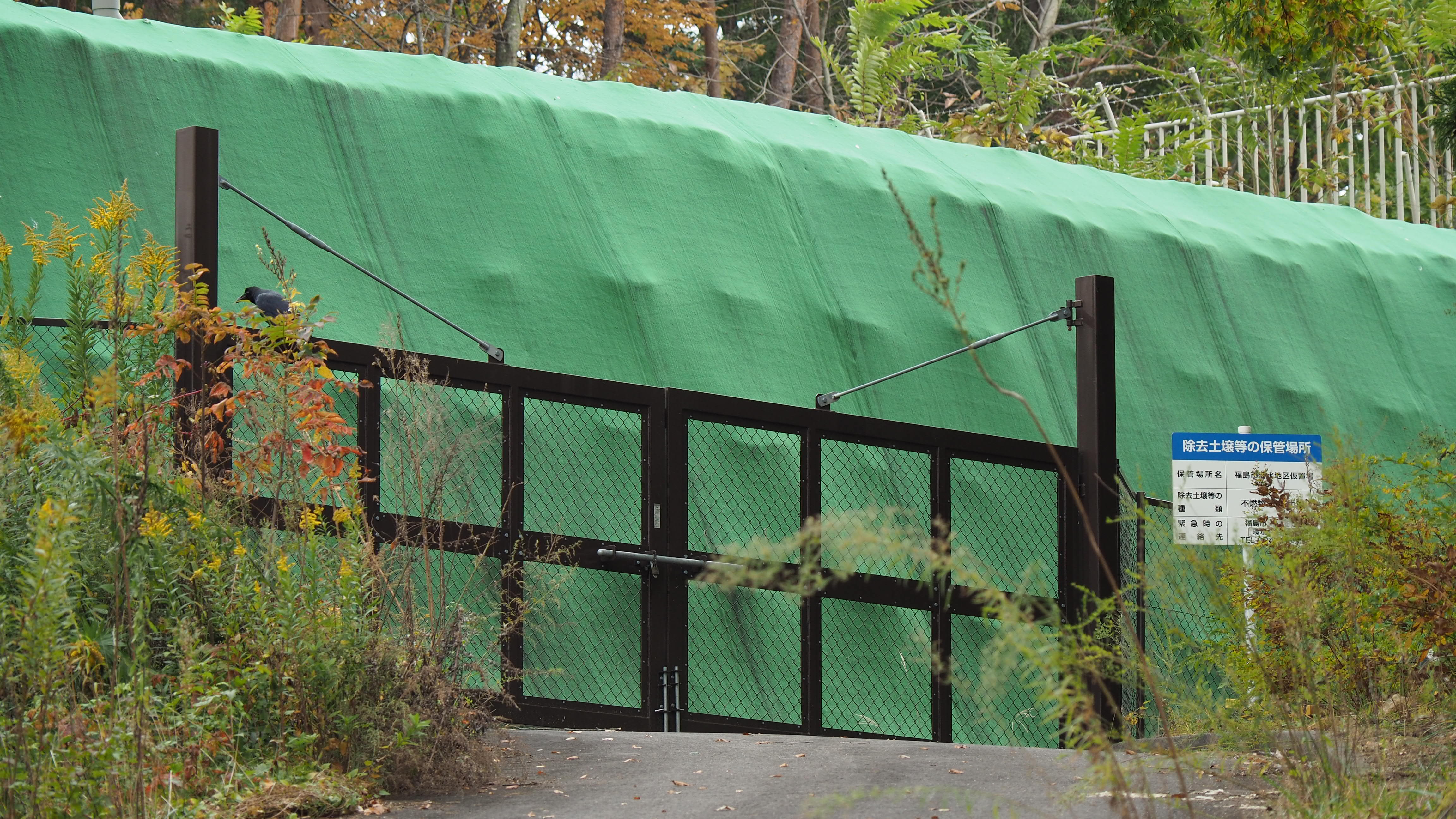
除染土壌等の仮置場(福島市、2020年撮影)

2011年の福島原発事故により、放射能による土壌汚染問題が日本でも生じた。放射能土壌汚染の深さは浅く2cmもグランドなどの土砂を鋤取れば、放射能は少なくなる。早期の土壌汚染対策を実施するように、福島県は国などに要望している。

## 日本における土壌汚染

### 国の施策における用語と意味の混乱
1. 国や地方自治体の行政上での「土壌汚染」は、「土壌（地盤を構成する物質のみ）が汚染されている現象を指し、地下水や地下空気が汚染されている現象を含まない」としており、実務上は地下水面から上の地盤構成物（砂や粘土など）の汚染のみを扱い、これを土壌環境基準や土壌汚染対策法の考え方としている。一方、「地盤は水と空気の一体で構成され、これらの相互作用により地盤全体の環境機能が構成されている」との考え方から、国などが使用している「土壌」という用語では本質的意味が異なっている（1.いわゆる土壌層と混乱しやすい、2.土壌・水・空気と一体であるので対策も一体として考えるべき）とし、地質汚染・地盤汚染・地下環境汚染のように言い変えるとともに、行政上の施策の方針を変更すべき（地盤構成物のみではなく地下水も含めた地盤全体の環境機能）と提唱する考え方もある。このように地盤の汚染問題について、地盤の構成物（砂や粘土など）のみを抽出し、地下水や地下空気を除外し、これを施策として扱っているのは、日本の特徴である。
2. 2005年頃より、自然地盤、特に重金属等を含む岩石（例えば山岳地においてトンネルを掘削して発生する土砂（ズリとも言う）など）の取り扱いについて、地方行政において混乱が発生しはじめた。行政上における自然由来重金属等を含む岩石の評価は、土壌環境基準に定める分析を行い、その基準の超過により行われている。この分析法は、「土壌（科学上の土壌）」における重金属類の評価を行うことができる一方、「岩石」については正しい分析を行うことができない。しかし岩石についても、土壌環境基準による分析を行わざるを得ず、得られた分析値の評価が曖昧となっている。この原因として評価目的において、1)行政上の土壌の定義が曖昧な（土壌／岩石の区別がない）こと、2)人や環境に対する影響の考え方が定まっていない（例えば自然状態でのバックグラウンドによる暴露評価）こと、3)岩石の分析法が定まってないこと、などがあげられる。このような科学技術と行政施策の矛盾について実務（工事施工）対応のたたき台（案）として、土木研究所から「建設工事における自然由来重金属等含有岩石・土壌への対応マニュアル（暫定版）（案）」[2]が2010年1月に出された。

### 法による対策
土壌汚染の対策は、法的には、1)汚染の未然防止と、2)既に発生した汚染の浄化、に大別して行われている。技術的にも、同様の視点による対策が行われている。

#### 農用地における法的汚染対策
農薬を大量に使用した場合や、ダイオキシン類濃度が環境基準を超過する場合には汚染対策が必要である。食品衛生法上では玄米に含まれるカドミウムは1ppmと規定されている。土壌中のカドミウムは農作物に蓄積され、基準値以上のカドミウムを含む農作物は販売することが出来ない。農用地においてはカドミウムについても確認が必要である。詳しくは農用地の土壌の汚染防止等に関する法律の項を参照のこと。

#### 工場等（市街地）における法的汚染対策
1. 汚染の未然防止
  - 汚染を新たに発生させないことを目的とし、1)水質汚濁防止法による有害物質の地下浸透の規制、2)廃棄物の処理及び清掃に関する法律による廃棄物の埋立方法の規制、等による対策が進められてきた。
2. 既に発生した汚染の浄化
  - 汚染を発見するための手続きを定めた土壌汚染対策法（平成14年(2002年)）により、同法で定められた土地を所有する者等が、有害物質使用特定施設（水質汚濁防止法に定める）を廃止する際に、または都道府県知事等の命令により、土壌汚染の調査を行う義務がある。土壌汚染状況調査で土壌汚染が確認された場合、指定区域に指定され、指定区域台帳で公開される。指定区域に指定された土地は、都道府県知事等の命令により汚染拡散の防止措置を行わなければならない場合がある。実際の土壌汚染対策については、土地の転用用途や原因物質により実施時期や対策手法が異なり、掘削除去、原位置浄化、覆土による封じ込めなどの手段が取られる。
  - 土壌汚染対策法に定められていない土地の汚染、例えば不法投棄を原因とする土壌汚染については、「土壌・地下水汚染に係る調査・対策指針及び同運用基準(平成11年)」を基礎として、これに土壌汚染対策法の考え方を反映させ、調査・対策が行われている。土壌汚染対策法は土壌を主体としているため、地下水による汚染拡散の調査・対策が不足している点など、同法だけに基づき調査・対策を行った場合、周辺への環境影響の調査・対策不足が否めない実務上の理由による。

### 土壌汚染の事例

#### 農用地における土壌汚染事例
イタイイタイ病（富山県婦負郡婦中町）
三井金属鉱業神岡鉱山亜鉛精錬所において、製錬で生じた未処理廃水を神通川に廃棄したことにより、発生した重度障害鉱害病事件である。環境省の環境白書『第3節イタイイタイ病とカドミウム汚染』によると、「神通川本流水系を汚染したカドミウムを含む重金属類は、過去において長年月にわたり同水系の用水を介して、本症発生地域の水田土壌を汚染し、かつおそらく地下水を介して井戸水を汚染していたものとみられる。」と記載されている。すなわち、当該地域に住んでいた住民に、作物や飲料水として使っていた井戸水を介して体内に蓄積されることで、健康被害が広範囲にわたったと判断される。イタイイタイ病は1968年に公害病として指定されたが、最初の患者は1920年代後半に確認されていて、1955年から1959年の間が被害のピークであったと判断されている。このことより、長い年月の間、政府に認知されていなかったことが、明らかになっている。

#### 市街地（工場等）における土壌汚染事例
大阪アメニティパーク
2003年に学識経験者検討委員会により、対策等は適切であるとの評価を受けたが、2004年10月、三菱マテリアルと三菱地所が、土壌汚染の事実を知りながら大阪市北区の「大阪アメニティパーク」（OAP）のマンションを販売したとして、宅地建物取引業法違反（重要事項の不告知）の容疑で大阪府警より家宅捜索を受けた。マンションの土地は旧三菱金属大阪精錬所の跡地であり、地下水からは基準値を大きく超えるセレン、ヒ素が検出されている。学識経験者等で組織する委員会で適切であると評価を受けた後に行政処分や大企業トップの引責辞任をはじめ、対策の大幅見直し等、社会的影響の多い結果になったことは注目される。
さらに、国土交通省はこの事件に対して三菱マテリアル等に対し宅地建物取引業法上の営業停止等の処分を行った。 土壌汚染地下水汚染対策としては、マンション敷地内の汚染土壌除去と遮水壁工を行うことが、OAP土壌地下水汚染の対策に係る技術評価検討会で周辺地下水汚染調査は先送りすることが決定された。しかし数か月後には、大阪市からの指導に基づき周辺地下水調査が実施され、基準の400倍の地下水汚染があることが明らかになった。
事業主側がマンション購入価格の25 %を補償することと浄化工事を行うこと等で合意したが、マンション価格の下落は確認できない。
王子製紙 長野
土地を購入したセイコーエプソン株式会社が、土地を売却した王子製紙株式会社に対し、土壌汚染対策費用約6億4000万円の支払いを求めて東京地方裁判所に提訴した。2008年7月8日、東京地方裁判所は主張を認め王子製紙に対し5億9千万円の支払いを命じた。
東京ガス豊洲工場跡地への市場移転
東京ガスの豊洲工場跡地に築地市場を移転する計画において、土壌中に環境基準を超えるベンゼン・シアン・鉛・ヒ素・六価クロム・水銀等の有害物質が残存していることが問題となった。生活用の燃料ガス（一般に都市ガスと呼ばれることが多い）製造工場跡地では、天然ガス(LNG)へ移行する以前は石炭からの蒸留によりガスを製造しており、この際の廃棄物であるタールに含まれるベンゼンや重金属類、製造工程にて用いられる化学物質による土壌や地下水汚染が発生していることが各地で公開されている。東京の築地市場の移転計画においては、生鮮食品を扱う施設の土壌としての浄化を目標として敷地の土壌・地下水汚染浄化を行っていないことや、土壌汚染対策法で定められた有害物質以外にも健康に有害な物質があることが指摘されている。ここでは従来の土壌汚染対策では議論されていなかった、食品を扱う施設の地盤からの汚染物質の拡散や、施設内で扱う食品としての安全・安心の確保を求める消費者、それぞれのリスクが課題となっている。
東京都が平成19年5月8日に設置した「豊洲新市場予定地における土壌汚染対策等に関する専門家会議」（平田健正座長）では、深さ方向の土壌汚染調査や地下水汚染調査の不備、鉛の含有量基準超過は自然由来の汚染で無い、PCBやダイオキシン類のデータが不備などについて専門家が指摘した。
今まで比較的低濃度汚染とされていたが、環境基準の1000倍のベンゼン汚染が検出されたことが明らかになり、土壌汚染対策法に沿って10 m×10 mの単位区画でボーリング調査が追加されることが発表された。
高濃度ダイオキシン類の汚染原因者負担
東京都北区豊島5丁目 - 東京都から「東京都北区豊島五丁目地域ダイオキシン類土壌汚染対策計画」に係る費用負担を公害防止事業費事業者負担法を根拠に求められている。日産化学工業（株）は、工場撤去直前まで苛性ソーダおよび塩素を電解法にて製造していたが、当時の陽極には黒鉛をタールピッチで固めた電極が使用されており陽極にて発生した遊離塩素がタールピッチと反応してダイオキシン類を生成することが後の研究で分かった。
足立区土地開発公社の土地売買訴訟
1991年3月15日に足立区土地開発公社が日暮里・舎人ライナー建設に伴う移転補償用の用地として、AGCセイミケミカルから土地を購入した。その後の2005年11月頃に土壌汚染調査を行ったところ、当該土地から環境基準、土壌汚染対策法及び東京都条例の規制基準を大幅に上回るフッ素が検出された。
このため、足立区土地開発公社は汚染土壌の対策を行い、その費用を旧土地所有者へ請求するために訴訟を起こした。
一審の東京地裁は請求を退けたが、二審の東京高裁では、「売買契約締結当時は有害であると認識されていなかった場合で、契約後に有害として法規制された場合であっても隠れた瑕疵とみなすことができる。」と指摘し、約4億4800万円の支払いを命じた。
2010年6月1日に最高裁は二審の判決を破棄し、「ふっ素が有害であると認識され法令に基づく規制の対象となったのは、売買契約締結後であり、人の健康を損なう限度を超えて土壌に含まれていないことが想定されていたわけではない。」と結論づけた。

#### 造成住宅地
- 桃花台ニュータウン - 愛知県小牧市にあるベッドタウン。ここでは、ニュータウン造成前に投棄されていた産業廃棄物が問題になっており、最近の調査で環境基準を大きく上回る有害物質（ヒ素：3.6倍、ジクロロメタン：約1.9倍、鉛：170倍）が確認されており、土壌汚染や住民への健康被害などが懸念されている（詳細は桃花台ニュータウンの「土壌汚染」参照）。
- 小鳥が丘住宅団地 - 両備グループが岡山市郊外にある廃油処理工場跡地に造成して分譲した住宅地である。最近の調査で環境基準を大きく上回る有害物質（ベンゼン：26倍、トリクロロエチレン：約27倍等）が確認されており、さらに、地下水位が上昇し、油臭が生じている。20世帯以上の住民が10億円以上の救済を求めて提訴した（平成19年12月28日毎日新聞）[12]。

#### その他
- 福島第一原子力発電所事故の影響により、半径20 km以内は立ち入り禁止となった。

|          | 地盤汚染問題                                                                               | 政策等の対応 |
| -------- | ------------------------------------------------------------------------------------------ | --- |
| 1950年代 | 産業公害の一部として表面化 - イタイイタイ病（カドミウム） - 土呂久砒素公害（宮崎県土呂久） | 水質二法（1958年） |
| 1960年代 | - 第二水俣病（新潟県）                                                                     | 農水省による水銀農薬の切り替え通達（1966年） - 公害対策基本法（1967年） - 大気汚染防止法（1968年） - 厚生省による水銀排出暫定基準（1968年） - 厚生省カドミウム汚染防止の暫定対策通知（1969年） |
| 1970年代 | クロム鉱さい投棄（北海道夕張郡） - 六価クロム汚染（東京都江戸川区・江東区など）            | 公害国会（1970年） - 公害対策基本法改正：土壌汚染を典型公害として追加 - 農用地の土壌の汚染防止等に関する法律制定 - 廃棄物処理法改正（1976年）：最終処分場施設基準制定（有害物質規制強化）      |

## アメリカ合衆国における土壌汚染問題
1978年にニューヨーク州ラブキャナル運河で起きた有害化学物質の埋立による汚染事件が顕在化した。
1980年にアメリカ環境保護庁（EPA）は「包括的環境対処補償責任法（スーパーファンド法）」を制定し、浄化費用に充てるための信託基金が設立された。

## 中国における土壌汚染問題
中華人民共和国は世界人口の18％を抱えながら、農業に利用できる土地は世界全体の農地の７％しかないが、その５分の１が許容限度を超える汚染物質を含んでおり、作物の安全性が脅かされている。汚染は重金属類から毒性の高い農薬まで多岐にわたっており、2013年に広東省の広州市で検査したところ、飲食店や社員食堂で出される米の半分近くがカドミウムに汚染されていた。また、こうして公開される情報はごく一部であり、共産党が支配する政府が強い情報統制を行っているため汚染情報が出て来ることは稀で、実態はがん村に代表されるように様々な有害物質による汚染が全土に広がっている。
これらに対して中共政府は2016年に「土十条」なる土壌汚染防止行動計画を打ち出している

## オーストラリアにおける土壌汚染問題
オーストラリアのパースでは人口増加が進んでいるが、土壌汚染による水資源の枯渇も懸念されており、世界初のゴーストメトロポリスになるのではないかとの危惧も取りざたされている。